# Регіони Португалії
|  | Службовий список статей, створений для координації робіт з розвитку теми. Це попередження не встановлюється на інформаційні списки і глосарії. |

Для цілей статистичного обліку територія Континентальної Португалії поділена на 5 регіонів (другий рівень NUTS). Крім того, регіонами (порт. regi ão) також вважаються одиниці першого рівня NUTS — Азорські острови та Мадейра. Регіони, в свою чергу, поділяються на субреґіони, або підрегіони (порт. subregião, третій рівень NUTS). 
- Континентальна Португалія
  - Алгарве (16 муніципалітетів) — :pt:Algarve
  - Алентежу (5 субрегіонів, 58 муніципалітетів) — pt:Alentejo
  - Лісабонський регіон (2 субрегіону, 18 муніципалітетів) — pt:Região de Lisboa (до 2002 — регіон ' ' Лісабон і долина Тежу) 
  - Північний регіон (8 субрегіонів, 86 муніципалітетів) — :pt:Região Norte (Portugal)
  - Центральний регіон (12 субрегіонів, 100 муніципалітетів) — :pt:Região Centro
- Азорські острови
  - Азорські острови — :pt:Região Autónoma dos Açores
- Мадейра
  - Мадейра — :pt:Região Autónoma da Madeira

pt:Regiões de Portugal